# 879 Ricarda
879 Ricarda este un asteroid din centura principală, descoperit pe 22 iulie 1917, de Max Wolf.

## Denumirea asteroidului
Asteroidul a primit numele în onoarea scriitoarei germane Ricarda Huch.